# Sverre Andreas Jakobsson
Sverre Andreas Jakobsson född den 8 februari 1977 i Oslo, är en isländsk handbollsspelare.
Han tog OS-silver i herrarnas turnering i samband med de olympiska handbollstävlingarna 2008 i Peking.